# 基爾肯尼鎮區 (明尼蘇達州勒蘇爾縣)
基爾肯尼鎮區（英語：Kilkenny Township）是位於美國明尼蘇達州勒蘇爾縣的一個行政鎮區。

## 地方資料
基爾肯尼鎮區的面積為93.45平方千米，當中陸地面積為87.65平方千米，而水域面積為6.80平方千米。根據2020年美國人口普查的數據，當地共有人口362人，而人口密度為每平方千米3.87人。